# Caliscelis maroccana
Caliscelis maroccana är en insektsart som beskrevs av Géza Horváth 1904. Caliscelis maroccana ingår i släktet Caliscelis och familjen Caliscelidae. Inga underarter finns listade i Catalogue of Life.